# Синьков, Анатолий Иванович (1915)
Анато́лий Ива́нович Синько́в (23 апреля 1915, Гатчина, Петроградская губерния — 21 июня 1981, Москва) — лейтенант Рабоче-крестьянской Красной Армии, участник Великой Отечественной и Советско-японской войн, Герой Советского Союза (1944), лишён всех званий и наград в связи с осуждением.

## Биография
Анатолий Синьков родился 23 апреля 1915 года в городе Гатчина (ныне — Ленинградская область). В 1931 году окончил механический техникум в Ржеве. В июне 1932 года был призван на службу в Рабоче-крестьянскую Красную армию, до октября 1939 года служил авиационным техником в строевых частях военно-воздушных сил в Харьковском военном округе. В сентябре 1941 года Синьков окончил военную авиационную школу лётчиков в Балашове, после чего остался в ней лётчиком-инструктором.
С декабря 1942 года — на фронтах Великой Отечественной войны, прошёл путь от лётчика до командира авиационной эскадрильи 210-го штурмового авиационного полка (с июля 1944 года). Принимал участие в боевых действиях на Закавказском и Северо-Кавказском фронтах, участвовал в освобождении Северного Кавказа, Краснодарского края и Крыма. К началу 1944 года Синьков совершил 109 боевых вылетов на штурмовике «Ил-2», лично уничтожил 8 танков, 50 автомашин, 27 конных подвод, 13 орудий, 4 склада, до 200 солдат противника, потопил 3 вражеских баржи; в воздушных боях сбил 1 истребитель. Всего же за время войны совершил 134 боевых вылета.
13 апреля 1944 года Указом Президиума Верховного Совета СССР за «мужество и героизм, проявленные в боях с немецко-фашистскими захватчиками» лейтенант Анатолий Синьков был удостоен высокого звания Героя Советского Союза с вручением ордена Ленина и медали «Золотая Звезда» за номером 2189.
В сентябре 1944 года был направлен слушателем на высшие курсы штурманов ВВС в Краснодаре, окончил их в марте 1945 года. Продолжил службу командиром эскадрильи в 537-м штурмовом авиационном полку на Дальнем Востоке. Участвовал в советско-японской войне на 1-м Дальневосточном фронте.
После окончания войны продолжил службу в Северной Корее. 14 ноября 1945 года в состоянии алкогольного опьянения совершил изнасилование 19-летней корейской девушки под угрозой оружия в присутствии её родителей, а также ограбление квартиры. Военный трибунал 9-й воздушной армии приговорил Синькова к 7 годам лишения свободы с лишением воинского звания. 26 октября 1948 года Указом Президиума Верховного Совета СССР Синьков был лишён всех званий и наград. В 1952 году вышел на свободу.
После освобождения проживал в Москве, работал в тресте сантехнических работ начальником подсобного производства. 16 марта 1957 года вновь был осуждён к 5 годам лишения свободы за присвоение государственных средств на сумму около 3000 рублей и злоупотребление служебным положением. В декабре 1957 года был амнистирован и условно-досрочно освобождён.
Поселился в Москве. Первоначально работал инженером 5-го домоуправления Управления Военно-воздушной инженерной академии имени Жуковского, с 1960 года — сантехником в Институте гематологии и переливания крови, с 1970 года — слесарем машиностроительного завода «Стрела» конструкторского бюро Ильюшина. Неоднократно пытался добиться восстановления в звании Героя Советского Союза. Умер 21 июня 1981 года.
Был также награждён орденами Красного Знамени (1943), Отечественной войны 1-й степени (1944), Красной Звезды (1943), рядом медалей, в том числе медалью «За боевые заслуги» (1944).